# 1 Dywizjon Artylerii Konnej
1 Dywizjon Artylerii Konnej im. gen. Józefa Bema (1 dak) – oddział artylerii konnej Wojska Polskiego w II Rzeczypospolitej.
Dywizjon stacjonował na terenie Okręgu Korpusu Nr I w garnizonie Warszawa, w „koszarach imienia generała Józefa Bema” przy ulicy 29 Listopada (wcześniej ulica Huzarska). Był organicznym pododdziałem artylerii: 1 pułku artylerii konnej (1921), I Brygady Jazdy (1921–1924), 2 Dywizji Kawalerii (1924–1937) i Mazowieckiej Brygady Kawalerii (1937–1939). Pod względem fachowego wyszkolenia podporządkowany był dowódcy 1 Grupy Artylerii.

## Formowanie i walki
18 grudnia 1918 w Warszawie zorganizowana została 1 bateria artylerii konnej. W jej skład włączony został:
- 5 szwadron artylerii konnej 3 pułku ułanów w Warszawie ( → I pluton),
- pluton artylerii konnej por. Stanisława Kopańskiego w Radomsku przy szwadronie kawalerii rtm. Bzowskiego ( → II pluton).

25 lutego 1919 w Warszawie przystąpiono do formowania dowództwa I dywizjonu artylerii konnej oraz 2 baterii.
30 lipca 1919 ze składu dywizjonu wyłączona została 2 bateria, jako zalążek II dak. Dotychczasowy pluton kadrowy I dak rozwinięty został w baterię.
20 września 1920 w Warszawie por. Stanisław Kopański rozpoczął formować 3 baterię. Przed zakończeniem jej organizacji została włączona do VI dak. Nowa 3 bateria utworzona została w lipcu 1920 r. przez baterię zapasową artylerii konnej nr 2 w Górze Kalwarii.

### Mapy walk dywizjonu

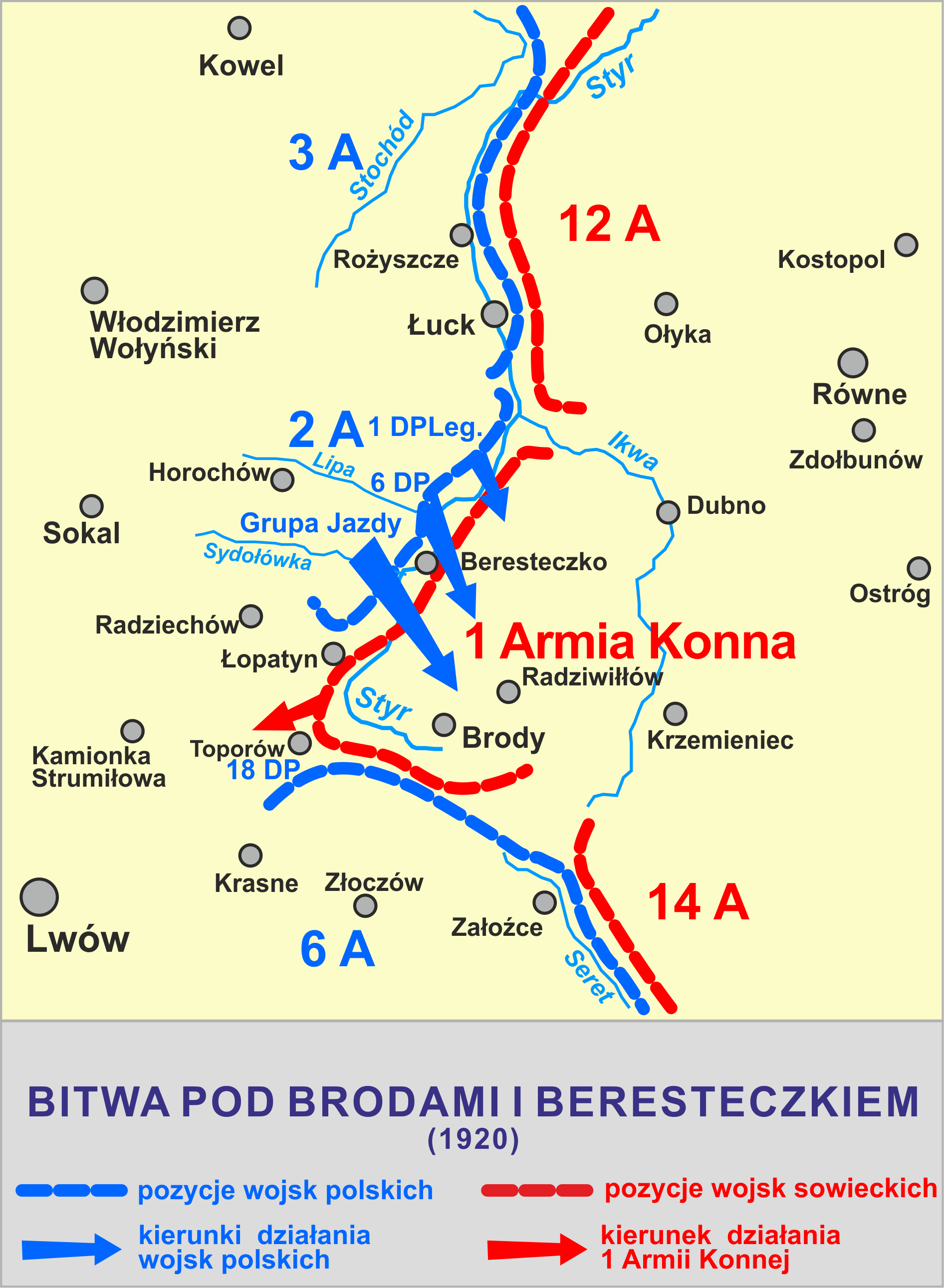
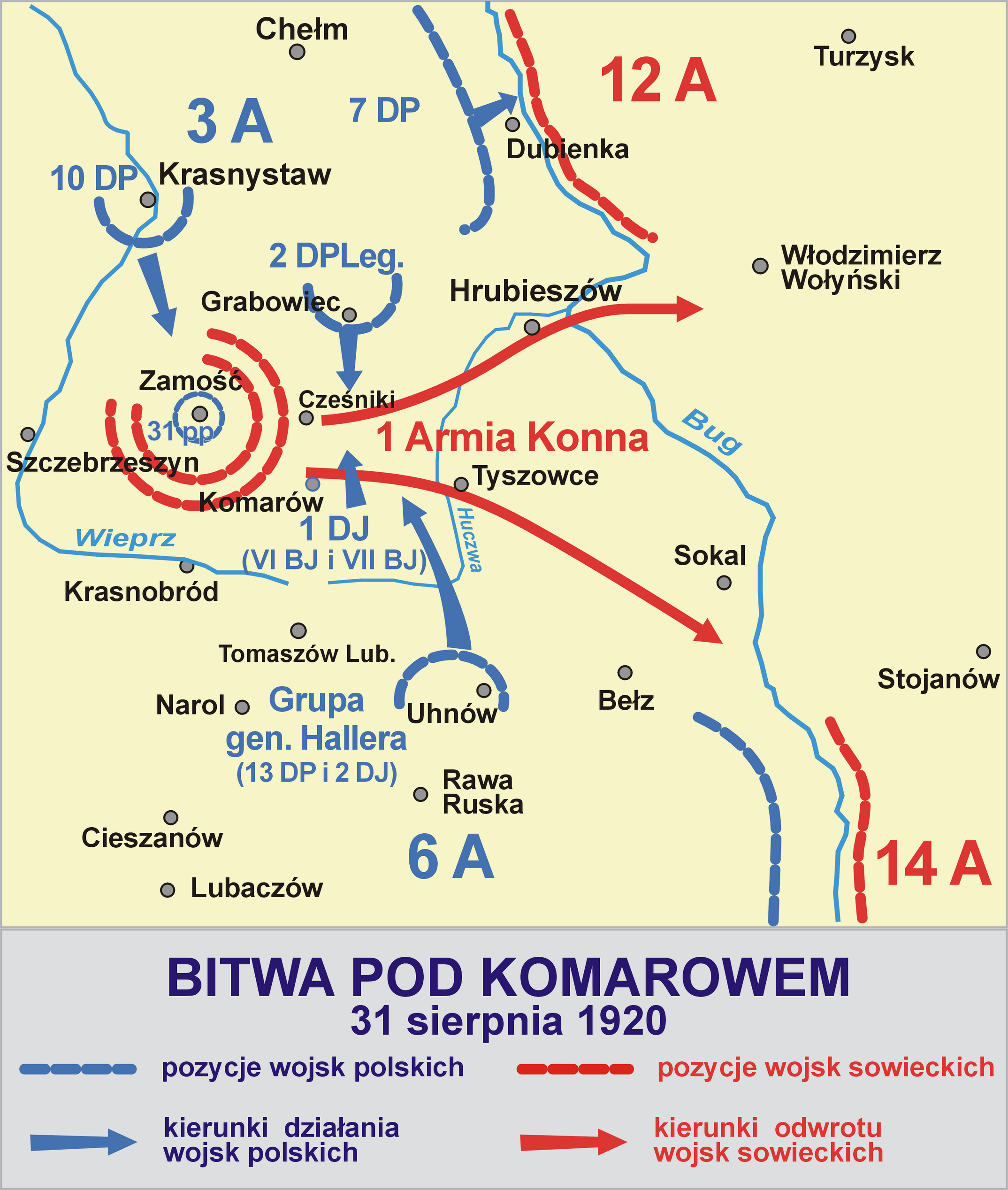

### Kawalerowie Virtuti Militari
Żołnierze dywizjonu odznaczeni Krzyżem Srebrnym Orderu Virtuti Militari za wojnę 1918–1920 (dekret Naczelnego Wodza L. 11434–V.M. z 3 lutego 1922 roku)

Trąbka 1 baterii
por. Leon Czenze nr 3091
płk Leon Dunin-Wolski nr 5877
pchor. Ksawery Floryanowicz nr 3096
bomb. Bolesław Frelek (Trel) nr 3110
kan. Wacław Gabryś
por. Wincenty Herse
mjr Leon Hózman-mirza-Sulkiewicz nr 3086
plut. Kazimierz Jasiński
kpr. Stanisław Jarocki
ppor. Kazimierz Józefowicz
kpr. Tadeusz Karszo-Siedlewski
por. Stanisław Kopański nr 2237
plut. Czesław Kopyciński
wchm. Roman Kozłowski
por. Józef Kwiatkowski
plut. Roman Kwieciński
por. Bohdan Krzyżanowski
kan. Józef Langner nr 3114
por. Kazimierz Leśniewski nr 3092
plut. Adam Łuczak
ppor. Marian Majewski
kpr. Wacław Majewski nr 3103
mjr Czesław Makowski nr 432
kan. Feliks Mizera
kpr. Bogusław Nowak
kpr. Aleksander Niedbalec nr 3916
kan. Stefan Ochorowicz
bomb. Józef Pęda
plut. Zbigniew Płudowski
kan. Władysław Prosowski
por. Józef Sarnecki
plut. Zbigniew Sokołowski
kpr. Bolesław Stankiewicz
plut. Aleksander Sulewski nr 3318
kpr. Stanisław Szwelnis nr 3105
pchor. Zygmunt Wojewódzki nr 6853
ppor. Władysław Zawadzki nr 3095
plut. Władysław Żurkowski nr 3097
Krzyżem Walecznych odznaczonych zostało 24 oficerów, 6 podchorążych i 55 szeregowych. Wśród żólnierzy odznaczonych dwukrotnie Krzyżem Walecznych był plut. Antoni Kaczyński (zm. 10 czerwca 1927).

## Dywizjon w okresie pokoju

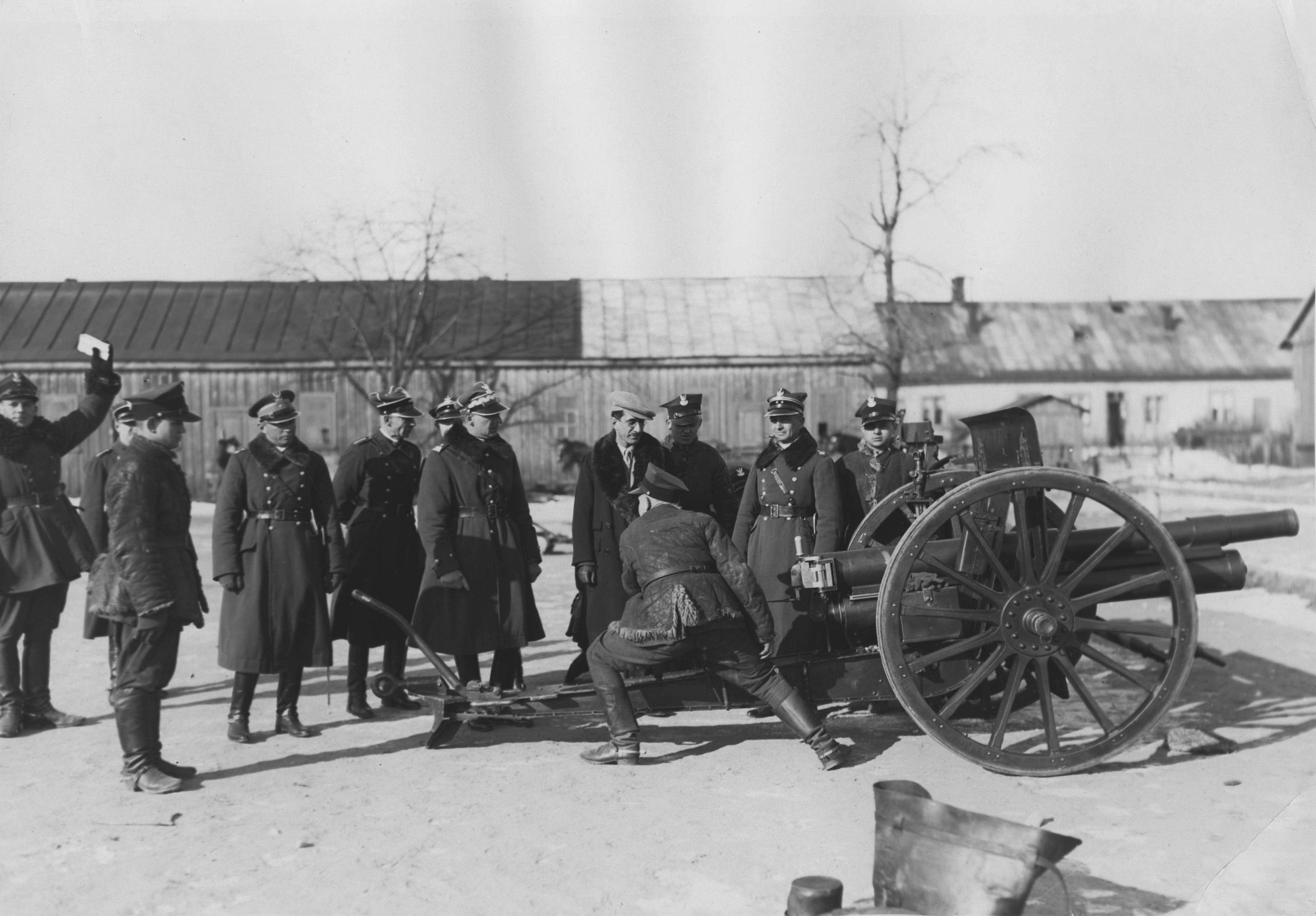
Wizyta posła Afganistanu Shah Khan Wali w 1 dak

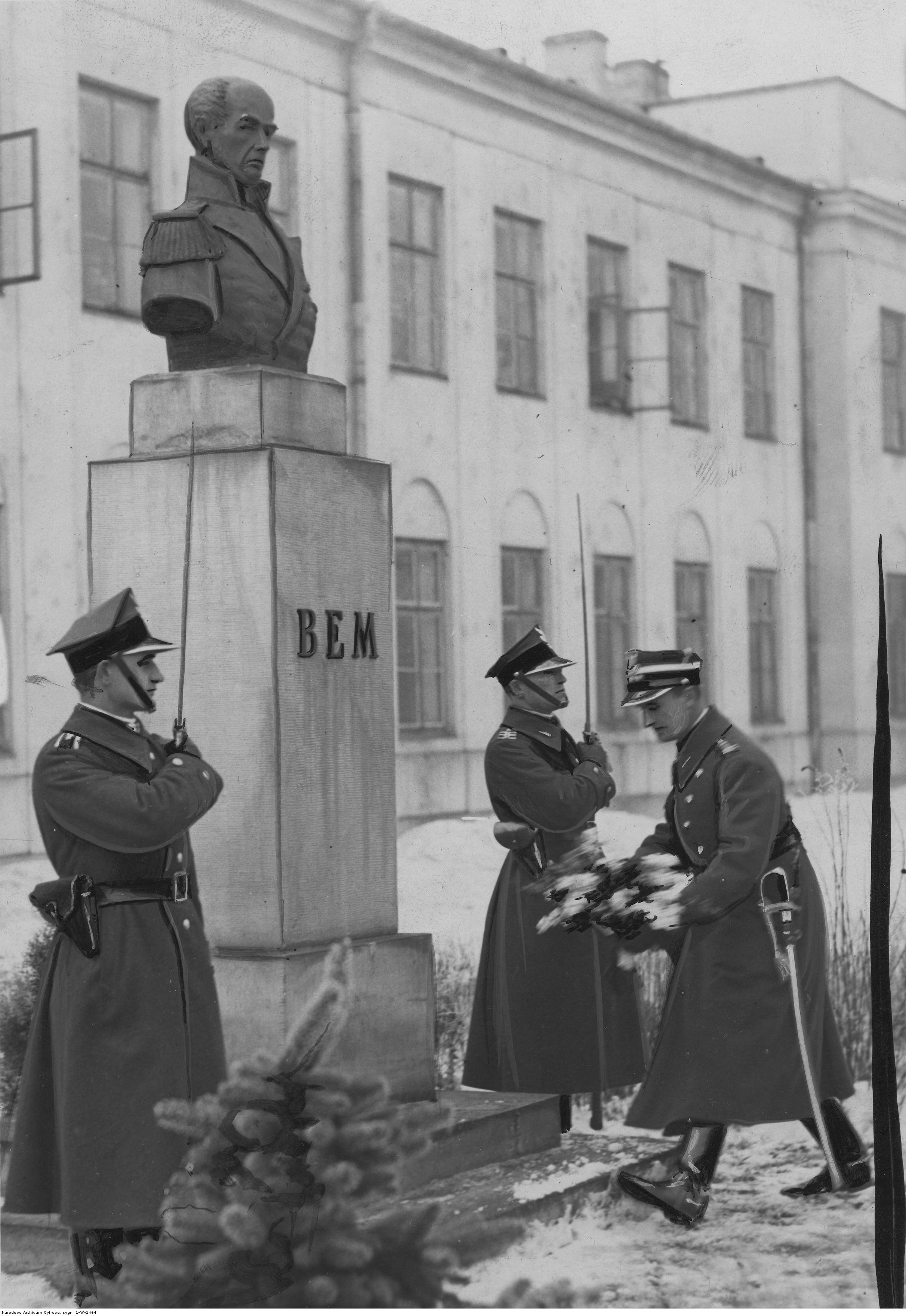
Święto 1 dak – płk Antoni Durski-Trzaska składa wieniec pod pomnikiem gen. Józefa Bema; marzec 1929

Po zakończeniu demobilizacji dywizjon przyjął organizację pokojową: dowództwo dywizjonu, trzy baterie i Kadra baterii zapasowej 1 dywizjonu artylerii konnej, która stacjonowała w Górze Kalwarii.
Dywizjon stacjonował na terenie Okręgu Korpusu Nr I w garnizonie Warszawa, w „koszarach imienia generała Józefa Bema” przy ulicy 29 Listopada (wcześniej ulica Huzarska). Był organicznym pododdziałem artylerii: 1 pułku artylerii konnej (1921), I Brygady Jazdy (1921–1924), 2 Dywizji Kawalerii (1924–1937) i Mazowieckiej Brygady Kawalerii (1937–1939). Pod względem fachowego wyszkolenia podporządkowany był dowódcy 1 Grupy Artylerii.
W 1926 nadano dywizjonowi imię gen. Józefa Bema.
| Obsada personalna i struktura organizacyjna w marcu 1939 |                                            |
| Stanowisko                                               | Stopień, imię i nazwisko                   |
| dowódca dywizjonu                                        | ppłk Władysław Kaliszek                    |
| I zastępca dowódcy                                       | mjr Zygmunt Fischer                        |
| I zastępca dowódcy (dubler)                              | mjr kontr. Dawid Kutateładze               |
| adiutant                                                 | kpt. Wacław Skórzewski                     |
| lekarz medycyny                                          | kpt. lek. Jan Zakrzewski                   |
| starszy lekarz weterynarii                               | mjr Julian Jan Kapliński                   |
| oficer zwiadowczy                                        | por. Bohdan Piątkowski                     |
| II z-ca dowódcy [kwatermistrz]                           | kpt. adm. (art.) Mieczysław Kamiński       |
| oficer mobilizacyjny                                     | kpt. adm. (art.) Zygmunt August Kuroczycki |
| oficer administracyjno-materiałowy                       | kpt. Antoni Łotuszka                       |
| oficer gospodarczy                                       | kpt. int. Andrzej Zieliński                |
| oficer żywnościowy                                       | por. Czesław Walczyński                    |
| dowódca plutonu łączności                                | por. Stefan Wójcicki                       |
| oficer plutonu                                           | ppor. Hipolit Krajewski                    |
| dowódca szkoły podoficerskiej                            | kpt. Walenty Rakowski                      |
| z-ca dowódcy                                             | kpt. Jerzy Stypułkowski                    |
| dowódca plutonu                                          | por. Józef Wincenty Łukaszewicz            |
| dowódca 1 baterii                                        | kpt. Ryszard Niewiarowski                  |
| dowódca plutonu                                          | ppor. Jerzy Herse                          |
| dowódca 2 baterii                                        | kpt. Ryszard Radzikowski                   |
| dowódca plutonu                                          | por. Władysław Witold Małkowski            |
| dowódca 3 baterii                                        | kpt. Jan Kostka                            |
| dowódca plutonu                                          | ppor. Jędrzej Franciszek Ksawery Święcicki |
| dowódca 4 baterii                                        | kpt. Leonard Kazimierz Skarżyński          |
| dowódca plutonu                                          | por. Mieczysław Sokołowski                 |

### Mobilizacja dywizjonu w 1939
W sierpniu 1939 roku dywizjon odbywał w okolicach Wyszkowa ćwiczenia z Mazowiecką Brygadą Kawalerii. 24 sierpnia o 5:00 zarządzono mobilizację. Dywizjon został przeniesiony do rejonu Gorzkiewki – Imielin. Konie z poboru były słabej jakości, brakowało pistoletów, reszta uzbrojenia i wyposażenia były zgodne z etatami. 26 sierpnia 1 dak odmaszerował w rejon na północ od Przasnysza, do miejsca koncentracji Mazowieckiej Brygady Kawalerii. Marsz odbył się w czterech etapach, poprzez Strugę, Radzymin, Winnicę, Krasne, osiągając rano 30 sierpnia rejon Krzynowłogi Małej. 31 sierpnia wraz z brygadą zajął stanowiska na wschód od Mławy, na prawym skrzydle Armii „Modlin”.
W czasie mobilizacji dywizjon sformował:
w alarmie, w grupie jednostek oznaczonych kolorem zielonym:
- 1 dywizjon artylerii konnej na etatach wojennych,
- bateria artylerii konnej nr 15 z plutonem kolumny amunicyjnej,
- szwadron łączności nr 1,
- szwadron pionierów nr 2,
- drużyna parku uzbrojenia nr 141.

I rzucie mobilizacji powszechnej:
- uzupełnienie marszowe dla szwadronu pionierów nr 2,
- uzupełnienie marszowe dla szwadronu łączności nr 1,
- pluton marszowy 1 dywizjonu artylerii konnej,
- pluton marszowy 9 dywizjonu artylerii konnej,
- pluton marszowy 11 dywizjonu artylerii konnej.

II rzucie mobilizacji powszechnej:
- Ośrodek Zapasowy Artylerii Konnej nr 1 Mińsk Mazowiecki.

## 1 dak w kampanii wrześniowej

### Działania bojowe
W kampanii wrześniowej 1939 walczył w składzie Mazowieckiej BK. W jego skład wchodziły cztery baterie artylerii konnej (organizacja dak na stopie wojennej).
31 sierpnia wraz z brygadą zajął rejon wyjściowy na wschód od Mławy, na prawym skrzydle Armii „Modlin”. Dywizjon przygotował zakryte stanowiska ogniowe. Tam opracowano ognie typowe dla prowadzenia obrony stałej. W czasie prac przygotowawczych do przyszłych działań określono dokładnie cele, wstrzelano nastawy do wybranych charakterystycznych punktów terenowych, umożliwiających już w czasie działań bojowych szybkie poprawianie ogni oraz stawianie zapór ogniowych na odcinkach zagrożenia. Były to niezbędne czynności, zwłaszcza w przewidywaniu walki z bronią pancerną.

#### Obrona północnego Mazowsza
Szeroki pas obrony Mazowieckiej Brygady Kawalerii wymusił podział baterii artylerii 1 dywizjonu artylerii konnej do poszczególnych zgrupowań: Zgrupowanie „Krzynowłoga Mała” składające się z 11 pułku ułanów i 3 batalionu strzelców baterie 2. i 3. Zgrupowanie „płk dypl. Albrechta” składające się z 1 pułku szwoleżerów i 1 baterii w rejonie Kaki Mroczki. 4 bateria pozostała w odwodzie w miejscowości Łanięta, jako artyleria ogólnego działania, w gotowości do wsparcia 3 batalionu strzelców. Dowództwo dywizjonu przy 3 bs. 1 września od godz. 6:00 do 10:00 1 bateria wspierała obronę 1 pszw. przed natarciem niemieckiej 1 Brygady Kawalerii. Ok. godz. 10:00 1 bateria udzieliła wsparcia czacie wystawionej przez szwadron 1/11 puł. we wsi Rembielin, którą atakowały oddziały rozpoznawcze niemieckich 1 BK i 12 Dywizji Piechoty. Podczas ostrzału 1/1 dak unieruchomiła kilka pojazdów pancernych. Od godz. 12:00 do 14:00 3 bateria udzieliła wsparcia szwadronowi 2/11 puł. przy szosie Janowo-Krzynowłoga Mała atakowanemu przez piechotę 12 DP. Po godz. 15:00 2 bateria celnie ostrzelała niemiecki zmotoryzowany batalion piechoty. 4 bateria po godz. 17:00 ostrzelała niemiecką zmotoryzowaną baterię artylerii, w wyniku ostrzału bateria ta porzuciła jedno ze swoich dział. Stanowiska baterii 1 dak były ostrzeliwane przez niemiecką artylerię, lotnictwo niemieckie atakowało stanowiska ogniowe 1/1 dak. W jednej z armat 3/1 dak uszkodzeniu uległ oporopowrotnik. O godz. 2:00 1 dak pod osłoną 1 pszw. wycofał się na następną rubież opóźniania.
2 września od świtu dywizjon rozwinął się bateriami przy wspieranych oddziałach: 4/1 dak wraz z 3 bs na stanowiskach przed wsią Łoje. 3/1 dak wraz z dywizjonem 11 puł. mjr. Bohdana Wieczorkiewicza, na lewo od 3 bs. 2/1 dak z 7 pułkiem ułanów na stanowiskach we wsi Kot i Oględa Szlachecka. 1/1 dak z 1 pszw. w odwodzie. Baterie te działać miały jako artyleria bezpośredniego wsparcia, na rzecz wspieranych pododdziałów. Taki podział artylerii pozbawił dowódcę całości walczącego zgrupowania odwodu ogniowego, co w zasadniczy sposób utrudniało dowodzenie. 2 września ok. godz. 10:00 pod nowe stanowiska 3 bs podeszły oddziały niemieckie, cały 1 dak skoncentrował ostrzał na przedpole batalionu. 4/1 dak ostrzelała grupę niemieckich pojazdów, zmuszając je do wycofania, jeden unieruchamiając. Spowodowało, to odkrycie jej stanowisk ogniowych i natychmiastowe nakrycie ognia niemieckiej artylerii. Bateria natychmiast zmieniła stanowiska, nie uczestnicząc w dalszej walce. 3/1 dak od godz. 7:30 wspierała walkę obronną 11 p uł. pod wsią Łoje, wspólnie z dywizjonem 11 puł. rozproszyła niemiecką kompanię piechoty. Od godz. 10:00 nacisk niemieckich oddziałów na dywizjon 11 puł. spowodował wycofanie się go na rubież obrony 3 bs. Od godz. 12:00 stanowiska 3 bs zostały obłożone silnym ostrzałem niemieckiej artylerii, jednocześnie o godz. 15:00 nastąpiło przełamanie obrony strzelców z Rembertowa na wzgórzu 195,5. O godz. 16:00 2/1 dak wsparła kontratak mający odrzucić piechotę niemiecką, lecz o zmroku kontratak przerwano. W godzinach przedwieczornych w kierunku Przasnysza zostało wyprowadzone niemieckie natarcie, 1 dak ostrzeliwał szosę do Przasnysza. 1 szwadron kolarzy wycofał się pozostawiając 2 baterię bez osłony. Ogniem na wprost bateria 2/1 dak odrzuciła niemieckie natarcie ze swojego przedpola. Lotnictwo niemieckie rozpoznawało stanowiska ogniowe baterii, sprowadzając na nie ostrzał artyleryjski lub ataki lotnicze. 2 września poległo 14 żołnierzy dywizjonu.
Od godz. 1:00 3 września 1 dywizjon wraz z pozostałymi siłami Mazowieckiej BK rozpoczął odwrót na następną linię obrony. Dowództwo 1 dak, 2., 3. i 4 bateria obeszły Przasnysz od zachodu i zajęły o świcie stanowiska na południe od tego miasta. 1 bateria w osłonie 7 puł. dotarła na miejsce inną trasą. 1 dak zajął stanowiska ogniowe w rejonie Dobrzankowa, wydzielając 3/1 dak do wsparcia 11 puł. Podczas walk o Rostków ułanów 11 pułku wspierała 3 bateria. Pomimo tego o godz. 16:00 niemiecka piechota ze wsparciem artylerii i czołgów z Dywizji Pancernej „Kempf”, zdołała zdobyć wieś Rostkowo i las obok. Wraz z 11 puł. wycofała się 3/1 dak. Po wyjściu z lasu została zaobserwowana przez niemieckiego lotnika i ostrzelana przez naprowadzoną artylerię. W godzinach popołudniowych 1/1 dak wspierała walkę 1 pszw. z niemiecką kawalerią. W nocy 3/4 września dywizjon wraz z brygadą wykonał odwrót na rubież Krzyżewo, Żbiki, Szwejki. 4 września po godz. 8:00 ogniem korygowanym z samolotu ostrzelano dywizjonowy punkt obserwacyjny, przeniesiono go do rejonu Karniewa. 2/1 dak z rejonu wsi Szczuki wspierała od godz. 6:00 walkę 7 p uł. z niemiecką 1 BK na szosie z Przasnysza do Makowa Mazowieckiego, w rejonie wsi Bogate. W rejonie wsi Szwejki ok. godz. 8:00 niemieckie samochody pancerne zaatakowały 2/11 puł., w wyniku ostrzału 2 baterii, zniszczono jeden samochód pancerny, atak odparto. Na stanowiska obronne ułanów we wsi Bogate o godz. 9:00 wyszło natarcie niemieckiej spieszonej kawalerii ze wsparciem czołgów. Natarcie odparto, lecz 7 pułk wraz z 2 baterią odskoczyli na następną rubież obrony. Ok. godz. 12:00 obronę 1/11 p uł. we wsi Żbiki wsparła 1/1 dak, wobec przewagi niemieckiej szwadron wycofał się do wsi Kozin. Sekcja ckm 3 baterii zestrzeliła niemiecki samolot obserwacyjny.

#### Nad Narwią i Bugiem
Nocą 4/5 września 1 dywizjon wycofał się w kierunku Narwi, przeprawiając się przez most na Narwi w Pułtusku w godzinach południowych. Przez resztę dnia 5 września odpoczywał, nękany nalotami niemieckiego lotnictwa, dwukrotnie zmieniano miejsce postoju. Linii Narwi od Pułtuska do Serocka dozorowała Mazowiecka BK, mając w I rzucie 11 puł i 3 bs wsparte odpowiednio 2. i 3 baterią – ułanów, a strzelców – 1 baterią. 4 bateria wraz z 7 puł. stanowiła odwód. Baterie 1., 2. i 3. zajęły stanowiska ogniowe koło wsi Drwały i Śliski, a 4 bateria w rejonie wsi Zatory. 6 września dywizjon nie walczył, lecz z uwagi na niemieckie działania lotnicze, dwukrotnie baterie zmieniały stanowiska. Od godz. 22:00 4/1 dak wspólnie z 7 puł. prowadziła działania osłonowe brygady od strony Różana, w rejonie wsi Jaszczułty Dalekie. O świcie 7 września baterie podejmują marsz w kierunku Natalina, który osiągają po południu. Kolejny marsz 1 dak odbył w nocy 7/8 września osiągając przed świtem przeprawę na Bugu w Wyszkowie. Od południa 8 września baterie zajęły stanowiska ogniowe na odcinku Wyszków-Serock; 2/1 dak z 11 puł., 1/1 dak z 1 p szw., 3/1 dak z 3 bs i dowództwo 1 dak z 4/1 dak przy 7 puł. w odwodzie. 9 września dywizjon nie miał styczności bojowej z nieprzyjacielem, z uwagi na małą ilość amunicji rozwiązano kolumnę amunicyjną. Nocą 9/10 podjęto odwrót w kierunku Tłuszcza. Z uwagi na chaos rozkazodawczy, Mazowiecką BK zatrzymano na postój na północ od toru kolejowego Warszawa-Małkinia. Baterie były przy wspieranych uprzednio oddziałach. Nocą 10/11 września dalszym marszem osiągnięto lasy na północ od Stanisławowa. W trakcie marszu po bezdrożach z nieznanych przyczyn utracono armatę z 4 baterii. Utracono też chwilowo kontakt z 4/1 dak towarzyszącą 7 p uł., który pomaszerował przez Radzymin.

#### Walki odwrotowe
Po południu 11 września baterie sukcesywnie zajęły stanowiska ogniowe: 2/1 dak z 11 puł. na szosie Łochów-Mińsk Mazowiecki w rejonie folwarku Czernik, 1/1 dak wraz z 1 pszw. w lasach na południe od Sulejowa. 4/1 dak wraz z 7 puł. w rejonie wsi Głęboczyca. 3/1 dak i dowództwo dywizjonu wraz z 3 bs w odwodzie w rejonie wsi Poręby. Po godz. 14:00 2 bateria wspierała walki obronne 11 puł. odparto dwa natarcia, a w późnych godzinach popołudniowych 1 bateria wspierała w odparciu niemieckiego ataku 1 pszw. O godz. 20:00 w rejonie Głęboczyca nastąpił gwałtowny atak oddziału niemieckiej 11 DP. Szykujące się do odmarszu tabory wywołały panikę i chaos, co spowodowało dezorganizację w schodzących ze stanowisk 7 puł. i 4/1 dak. Doszło do utraty armaty z jaszczem, 30 kanonierów i kilkunastu koni, dowódca baterii został odcięty na punkcie obserwacyjnym. 4 bateria została czasowo zdezorganizowana. 1 dak wraz z Mazowiecką BK podjął marsz nocny. W kolumnie głównej brygady maszerowała bateria 1/1 dak. Kolumna zmuszona była otworzyć sobie drogę marszu w walce, o świcie 12 września bateria wspierała natarcie na Leśnogórę, strzelając ogniem na wprost. Po zajęciu wsi przegrupowała się do wsparcia dalszego natarcia na Stawiska. W trakcie marszu została zaatakowana przez kontratakujący niemiecki pododdział pancerny. Na miejscu odprzodkowała armaty i podjęła obronę strzelając ogniem na wprost. Po półgodzinnej walce 1 bateria została zniszczona, poległo wielu żołnierzy wśród nich kpt. Ryszard Niewiarowski. W walce tej w pobliżu 1 baterii, uczestniczyło dowództwo dywizjonu, ponosząc straty, wśród rannych znalazł się kpt. Jerzy Stypułkowski.
12 września do lasów w pobliżu wsi Mienia dotarła reszta dywizjonu wraz z częścią 4 baterii. Reszta Mazowieckiej BK poprzez Wiśniew, Pełczanki, Cegłów i Kiczki 13 września zatrzymała się w rejonie wsi Kaczory. Zebrała się tam część 1 dak w składzie dowództwo dywizjonu, część 4 baterii (bez armat) rozbitkowie z 1 baterii. 14 września w lesie Jagodne z zasadzki ostrzelany został samochód dowódcy dywizjonu, poległ kpt. Wacław Skórzewski. Nocą 12/13 września w grupie płk. dypl. Albrechta odbyły marsz przez Parysów do Garwolina; 2., 3., część 4 baterii i pluton łączności 1 dak. Dowództwo części 4 baterii objął por. rez. Stanisław Lenczewski-Samotyja, dowództwo dywizjonu objął kpt. Ryszard Radzikowski. Grupa płk. dypl. Janusza Albrechta weszła w skład Grupy Operacyjnej Kawalerii gen. bryg. Władysława Andersa. Następnie 14 września dywizjon podjął marsz do Łaskarzewa, gdzie dołączył dywizjonowy tabor żywnościowy, odłączony 11 września. 15 września 1 dak przeprawił się przez rzekę Wieprz w rejonie Blizocina koło Jeziorzany, następnie pomaszerował przez Mejznerzyn i Sobolew, gdzie 4 bateria została ostrzelana z broni maszynowej.

#### Boje na Lubelszczyźnie
Przez następne dni dywizjon dotarł przez Lubartów do Turowoli, gdzie 19 września zredukowano tabor dywizjonu. 20 września baterie 1 dak dotarły do rejonu Tuczępy, Grabowiec. 21 września nastąpiło połączenie się grupy ppłk. Tadeusza Pietscha z bateriami pod wodzą kpt. Ryszarda Radzikowskiego. Dowództwo 4/1 dak objął kpt. Jerzy Stypułkowski. Z żołnierzy zlikwidowanych taborów, resztek 1 baterii i wszelkich innych żołnierzy zorganizowano pieszą baterię. 3 bateria pozostała przy 1 p szw., który pozostał poza Mazowiecką BK w składzie GOKaw. gen. Andersa. 21 września 1 dak w składzie 2. i 4 baterii przemaszerował do rejonu Łaziska, Skierbieszów wchodząc dalej w skład Mazowieckiej BK, podległej Armii gen. bryg. Emila Krukowicza-Przedrzymirskiego. Nocą 22/23 września 1 dak przemaszerował do rejonu Dub. Po południu podjęto dalszy marsz przez Komarów i Janówkę do rejonu Boża Wola, Rachodoszyce na miejsce dywizjon dotarł przed północą 23 września. Przed przybyciem obu baterii do wskazanego rejonu na Suchowolę wyruszyło nocne natarcie spieszonej kawalerii, bez wsparcia artylerii. Przed świtem 24 września zostali ostrzelani niemieckim ogniem artylerii koniowodni kawalerii, paniczny ich odwrót, porwał również 4 baterię. Kpt. Stypułkowski zatrzymał rzut ogniowy baterii, zwiad i łączność 4 baterii zagubił się. Na rozkaz płk. dypl. Jana Karcza od świtu do walki włączyła się 4 bateria niszcząc ogniem na wprost liczne cele na wzgórzu z wiatrakami. Osłaniała też odwrót szwadronów 13 pułku ułanów po obu stronach szosy na Radoszyce. 4/1 dak została na odkrytych stanowiskach ogniowych ostrzelana przez niemiecką artylerię i broń maszynową. Bateria wycofała się kilkaset metrów do tyłu, a następnie po otwarciu ognia zmuszona ostrzałem niemieckiej artylerii do dalszego wycofania się. Po wystrzelaniu ostatnich pocisków 4 bateria wycofała się do lasów na północ od Suchowoli. Do walki włączyła się 2/1 dak strzelając ogniem pośrednim z rejonu Bożej Woli, umożliwiając odwrót 4/1 dak.
Po wycofaniu się obu baterii pozbierano amunicję porzuconą przez inny oddział. W 4 baterii porzucono puste jaszcze, a konie wykorzystano do zaprzęgów przy armatach. Z uwagi na rozwiązanie Mazowieckiej BK przez jej dowódcę, 1 dak dołączył do 41 Dywizji Piechoty w rejonie Adamowa. 25 września dwubateryjny 1 dak przydzielono do wsparcia 116 pułku piechoty. W południe 25 września w rejonie skrzyżowania dróg na północ od Jacni, 1 dak dołączył do piechoty. Wspólnie doszedł poprzez Tereszpol do Górecka Kościelnego. 26 września o godz. 6:00 pluton armat z 2 baterii ostrzelał na szosie Aleksandrów-Józefów niemieckie kolumny zmotoryzowane, a o godz. 7:00 kpt. Radzikowski podsunął bliżej szosy jeden działon 2 baterii, ostrzeliwując ogniem na wprost piechotę niemieckiej 8 DP. Po wycofaniu się oddziałów niemieckich, bateria 2 wycofała się do Górecka Kościelnego, a kpt. Ryszard Radzikowski udał się wraz z oficerem zwiadowczym na rozpoznanie szosy i celem sprawdzenia efektów ognia własnych armat. W trakcie tych czynności zostali ostrzelani ogniem broni maszynowej, w wyniku czego kpt. Radzikowski poległ. Po wznowieniu ruchu na szosie 2 bateria następnym plutonem ostrzelała szosę. O godz. 11:30 na rozkaz ppłk. Tadeusza Pietscha zaprzestano ostrzału. 2 bateria zużyła ok. 150 pocisków. 27 września 41 DP skapitulowała przed oddziałami niemieckimi. 1 dak złożył broń we wsi Kukiełki.
3 bateria wraz z 1 p szw. pomaszerowała do rejonu Siemierz, Kraczów, które osiągnięto rano 22 września, tam do 3 baterii dołączyły dwa plutony marszowe zmobilizowane w 1 dak. Nocnym marszem 22/23 września szwoleżerowie z 3 baterią podążyli w ślad za Nowogródzką Brygadą Kawalerii w kierunku przeprawy przez Wieprz pod Krasnobrodem, ze względu na przemęczenie koni pozostawiono jaszcz. Bateria odpoczywała w Majdanie Sopockim. Wieczorem bateria wraz ze szwoleżerami podjęła marsz docierając rano 24 września do Huty Różanieckiej. Nocą 24/25 września 1 pszw. wraz z 3/1 dak zabezpieczał odcinek szosy Bełżce-Jarosław celem umożliwienia przejścia Kresowej II Brygady Kawalerii. Dwa działony wraz z dwoma szwadronami stoczyły na szosie walkę z niemieckimi patrolami niszcząc kilka niemieckich samochodów. 25 września bateria wraz z 1 pszw. odpoczywała w Horyńcu. Podczas następnego nocnego marszu szwoleżerowie z 3 baterią zabezpieczali od strony wschodniej przejście przez szosę Jarosław-Jaworów. Stoczono nocno-dzienną walkę z niemiecką kolumną motorową do godz. 11:00 26 września. Wraz z 3/1 dak maszerowały pozostałości 15 baterii artylerii konnej, dzięki jej zaprzęgom możliwy był dalszy marsz, gdyż konie baterii były skrajnie osłabione. Rano 27 września osiągnięto wieś Rogoźno. 28 września w Rogoźnie 1 pszw. i 3/1 dak zostały zaatakowane przez jednostki sowieckiej 99 Dywizji Strzelców wraz z czołgami. Podjęto walkę obronną, ale 1 pułk szwoleżerów wraz z 3 baterią zostały odcięte od Kresowej II BK, z uwagi na wyjście na tyły pułku szwoleżerów oddziałów sowieckich, podzielono oddział na dwie części i rozpoczęto próbę przebicia się na południe. Z uwagi na padający od kilku dni deszcz 3 bateria pod ogniem sowieckiej artylerii wyjechała na bagnistą łąkę, armaty i jaszcze ugrzęzły. Na rozkaz por. Mieczysława Sokołowskiego wymontowano kątomierze, zamki armat oraz wyprzęgnięto konie. Część żołnierzy rozproszyła się konno. Grupa 80 konnych dołączyła do oddziału 1 pszw. i podążyła do wsi Pikuty, część oddziału rozproszyła się, a reszta w rejonie Medyki 3 października dostała się do niemieckiej niewoli.

### Działania pododdziałów marszowych sformowanych w 1 dak
W ramach mobilizacji powszechnej w koszarach 1 dak dla pododdziałów zmobilizowanych w 1 dak sformowano uzupełnienia marszowe szwadronu pionierów nr 2 i szwadronu łączności nr 1 oraz plutony marszowe 1., 9. i 11 dak. Plutony marszowe 6 września odeszły do siedziby Ośrodka Zapasowego Artylerii Konnej nr 1 w Mińsku Mazowieckim. Tam w koszarach 7 puł. zakwaterowano plutony marszowe, dowództwo nad pięcioma plutonami marszowymi objął por. Bohdan Piątkowski. W skład podległego mu oddziału weszło ok. 250 żołnierzy, 280 koni i 18 wozów. Na rozkaz dowódcy OZAK nr 1 mjr. Zygmunta Fischera, 8 września oddział por. Bohdana Piątkowskiego pomaszerowały do rejonu Węgrowa. Po nocnym marszu 8/9 września oddział dotarł do miejscowości Liw. Tam był atakowany przez 3 niemieckie samoloty, poległ 1 żołnierz, rannych zostało 4, utracono 8 koni. Ze względu na brak kontaktu z mjr. Fischerem wysłano 3 patrole, z których jeden stwierdził marsz oddziałów niemieckich w kierunku Sokołowa Podlaskiego. 10 września o godz. 14:00 oddział por. Piątkowskiego podjął marsz do lasów koło wsi Kowiesy. 11 września o godz. 16:00 oddział został zaatakowany przez niemiecką zmotoryzowaną kompanię piechoty. Po odparciu ataku dwa plutony marszowe pod dowództwem por. Drewsa wycofały się do Mokobodów. Odwrót odbył się pod osłoną plutonu marszowego ppor. Oświęcimskiego z 2 ckm. W trakcie marszu plutony por. Zygmunta Drewsa zostały przyłączone do napotkanej kolumny piechoty i nie dołączyły do oddziału por. Piątkowskiego. Następnie 21 września w rejonie Grabowca oba plutony dołączyły do 3 baterii 1 dak. Nocą 11/12 września oddział pomaszerował przez Siedlce na Kałuszyn. W lesie Trzemuszka w pobliżu Broszkowa nawiązał kontakt z 11 puł., liczył 80 żołnierzy i 100 koni i 16 wozów. Wspólnie z ułanami 11 pułku 13 września dotarł do miejscowości Żebrak. Tam odparł wspólnie z ułanami natarcie niemieckiej piechoty, poległo 2 żołnierzy, a 5 zostało rannych. Rozkazem dowódcy 1 dak wieczorem oddział por. Piątkowskiego wszedł w skład większego oddziału kpt. Leopolda Skarżyńskiego, w skład którego weszły resztki 1/1 dak oraz część zwiadu i łączności 4/1 dak. Oddział kpt. Skarżyńskiego dołączył do 1 pszw., w trakcie marszu pozostał w tyle za szwoleżerami. Oddział ukrywał się w lesie na północ od szosy Siedlce-Stoczek, po czym 16 września dołączył do zgrupowania WP w rejonie Mrozów. W trakcie utarczek patroli z dywersantami poległ 1 kanonier. W trakcie nocnego marszu 16/17 września oddział dołączył do Grupy „Chełm” płk. dypl. Władysława Płonki i razem dotarł do lasów koło wsi Ruchna i potem Węże Górne. W tym rejonie oddział stoczył 17 września walkę z oddziałem niemieckim. Po odparciu niemieckiego ataku oddział podjął marsz na południe. W trakcie wychodzenia z lasu oddział kpt. Skarżyńskiego został ostrzelany z broni maszynowej, poniósł straty, szczególnie duże w koniach. Grupa Kawalerii przerwała się przez okrążenie, oddział spieszony kpt. Skarżyńskiego pozostał w lesie. W głębi lasu kpt. Skarżyński rozwiązał oddział, podjęto próby przeniknięcia przez las w grupach. Kpt. Skarżyński i por. Piątkowski wraz z grupą z żołnierzy z plutonu marszowego 1 dak, wyrwali się z okrążenia. 21 września w rejonie Lubartowa, dołączyli do Grupy „Niemen” płk. Władysława Filipkowskiego. Pluton marszowy 1 dak z kpt. Skarżyńskim i por. Piątkowskim został włączony w szeregi dywizjonu IV/19 pułku artylerii lekkiej. Dzieląc jego losy, do 2 października 1939.

### Obsada personalna dywizjonu we wrześniu 1939
Dowództwo
- dowódca dywizjonu – ppłk Tadeusz Pietsch
- adiutant – kpt. Wacław Skórzewski († 14 IX 1939), por. rez. Stanisław Lis (od 21 IX 1939)
- oficer zwiadowczy – kpt. Jerzy Stypułkowski
- oficer obserwacyjny – por. rez. Tadeusz Kubalski
- oficer gospodarczy – ppor. rez. Józef Skórnicki
- oficer żywnościowy – por. Czesław Walczyński
- lekarz – kpt. lek. Jan Zakrzewski († IV 1940 na Ukrainie)
- lekarz weterynarii – por. rez. lek. wet. Stanisław Nowakowski

1 bateria
- dowódca – kpt. Ryszard Niewiarowski († 13 IX 1939)
- oficer zwiadowczy – ogn. pchor. Stanisław Żaryn
- oficer ogniowy – ppor. Jerzy Herse
- dowódca I plutonu – ppor. Sosnowski
- dowódca II plutonu – ppor. Waldemar Rómmel
- szef – st. ogn. Roman Wójcik-Kwieciński

2 bateria
- dowódca – kpt. Ryszard Radzikowski († 26 IX 1939)
- oficer zwiadowczy – ppor. rez. mgr Józef Maria Koschembar-Łyskowski
- oficer ogniowy – por. rez. Adam Raczyński († z ran 24 IX 1939)
- dowódca I plutonu – ppor. rez. Robert Karol Tauschiński (lub Truszyński)

3 bateria
- dowódca – por. Mieczysław Sokołowski
- oficer zwiadowczy – por. rez. Wacław Kamiński
- oficer ogniowy – ppor. Jędrzej Święcicki
- dowódca I plutonu – ppor. rez. Bohdan Iliński
- dowódca II plutonu – pchor. Zbigniew Czołowski
- szef – st. ogn. Kazimierz Bartoszewski

4 bateria
- dowódca – kpt. Leopold Skarżyński (do 11 IX), por. rez. inż. Stanisław Lenczewski-Samotyja (12–21 IX 1939), kpt. Jerzy Stypułkowski
- oficer zwiadowczy – ppor. rez. inż. Jan Stanisław Załęski († 1 VIII 1944 w Warszawie)
- oficer ogniowy – por. rez. inż. Stanisław Lenczewski-Samotyja
- dowódca I plutonu – por. rez. Józef Rumel
- dowódca II plutonu – ppor. rez. Henryk Frej
- szef – ogn. Łukasz Konarski

pluton łączności
- dowódca – ppor. Hipolit Krajewski

kolumna amunicyjna
- dowódca – por. rez. Stanisław Lis

## Symbole dywizjonu

### Sztandar
24 listopada 1937 roku Prezydent RP Ignacy Mościcki zatwierdził wzór sztandaru dla 1 dywizjonu artylerii konnej imienia generała Józefa Bema.
Sztandar został ufundowany przez mieszkańców Warszawy. Przewodniczącym komitetu fundatorów oraz inicjatorem jego prac był prezydent miasta Stefan Starzyński. Rodzicami chrzestnymi byli – żona Inspektora Armii generała Leona Berbeckiego – Zofia i generał Bolesław Wieniawa-Długoszowski. 26 maja 1938 na Polu Mokotowskim w Warszawie gen. dyw. Tadeusz Kasprzycki wręczył sztandar dowódcy dywizjonu – podpułkownikowi Władysławowi Kaliszkowi, który z kolei przekazał go pocztowi sztandarowemu w składzie – ppor. Jerzy Herse, szt. ogn. Roman Wójcik, st. ogn. Józef Czarniawski, ogn. Marian Sztyber.
Opis sztandaru
Sztandar został wykonany zgodnie z wzorem określonym w rozporządzeniu Prezydenta Rzeczypospolitej z 13 grudnia 1927 o godłach i barwach państwowych oraz o oznakach, chorągwiach i pieczęciach. Na środku krzyża, w wieńcu laurowym, widniał napis HONOR I OJCZYZNA. Na prawej stronie płata także znajdował się amarantowy krzyż, w środku którego wyhaftowano orła w wieńcu laurowym. Na białych polach, pomiędzy ramionami krzyża, znajdowały się cyfry 1 w wieńcach laurowych.
Na stronie lewej, w czterech rogach, w polach białych, zostały umieszczone następujące symbole:
- w prawym górnym rogu – wizerunek Matki Boskiej Ostrobramskiej,
- w lewym górnym – św. Barbary (patronki artylerzystów),
- w prawym dolnym herb Warszawy,
- w lewym dolnym – odznakę pamiątkową artylerii konnej.

Na ramionach krzyża kawalerskiego w kolorze amarantowym umieszczono nazwy miejscowości związanych z działaniami bojowymi dywizjonu w latach 1919–1920 oraz jego patrona – generała Józefa Bema:
- na ramieniu górnym napis o treści: „Wilno 19–21 IV 1919”,
- na dolnym: „Ostrołęka 26 V 1831”,
- na lewym „Wolnica Śniatycka 31 VIII 1920”,
- na prawym „Kuźnice 3 IV 1920”[29].

Losy sztandaru w kampanii wrześniowej
Po wymarszu dywizjonu na pozycje obronne w nocy z 26 na 27 sierpnia 1939 r. sztandar pozostawiono w jego siedzibie pod opieką dowódcy oddziału zbierania nadwyżek 1 dywizjonu artylerii konnej – majora Zygmunta Fischera. Następnie, po przeniesieniu majora Fischera na stanowisko dowódcy Ośrodka Zapasowego Artylerii Konnej nr 1 w Mińsku Mazowieckim sztandar został przewieziony do tej miejscowości. Po ewakuacji ośrodka do Kowla opiekę nad sztandarem przejęli chor. Zygmunt Gąsiorowski oraz st. ogn. Kazimierz Makowski. Po rozwiązaniu jednostki w nocy z 17 na 18 września 1939 r. sztandar został ukryty na terenie klasztoru w Beresteczku.

### Odznaka pamiątkowa
Od 20 maja 1922 oficerom i żołnierzom mogły być nadawane odznaki pamiątkowe artylerii konnej, wspólne dla wszystkich dywizjonów. Odznaka miała kształt krzyża maltańskiego o ramionach pokrytych emalią białą z pozłacanymi datami 1809 i 1918. Na środek krzyża nałożony został orzeł srebrny, oksydowany, w koronie pozłacanej, trzymający w szponach pozłacane, skrzyżowane lufy armatnie z gorejącą bombą. Pod lufami proporczyk emaliowany artylerii konnej, czarno-amarantowy (od 1926 czarno-szkarłatny).

### Barwy artylerzystów konnych
| Osobne artykuły: Barwy jednostek kawalerii i barwy broni i służb Wojska Polskiego . |                                                                         |
| Grafika                                                                             | Opis                                                                    |
|                                                                                     | Łapka ciemnozielona, wypustka karmazynowa                               |
|                                                                                     | Od 14 lipca 1920 proporczyk czarno-amarantowy                           |
|                                                                                     | Od 4 sierpnia 1927 proporczyk czarno-szkarłatny                         |
|                                                                                     | Otok na czapkach – czarny (oficerowie aksamitny, szeregowi sukienny)    |
|                                                                                     | Spodnie długie ciemnogranatowe, lampasy amarantowe, wypustka amarantowa |
| Naramiennik                                                                         | numer porządkowy dywizjonu „1”                                          |

### Żurawiejki
| Osobny artykuł: Żurawiejka .                                              |                                                       |
| Dzielni chłopcy, choć nicponie w pierwszym konnym dywizjonie              | Dawniej był to dak bojowy dziś jest zakład pogrzebowy |
| po każdej zwrotce: Lance do boju, szable w dłoń bolszewika goń, goń, goń! |                                                       |

## Kadra dywizjonu
Dowódcy dywizjonu
- ppłk Leon Dunin-Wolski[40] (od 25 II 1919)

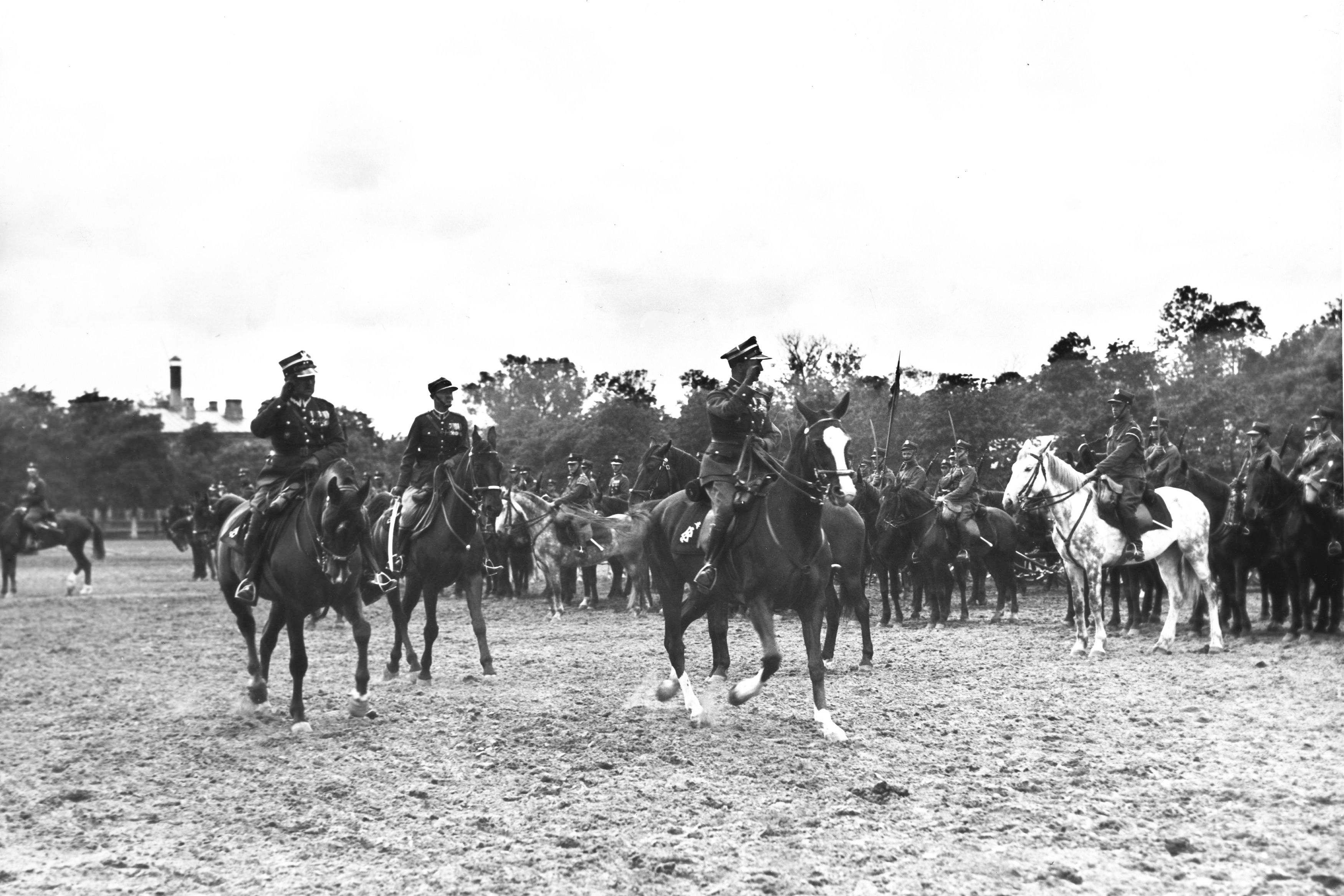
Przekazanie dowództwa 1 dak – nowo mianowany d-ca ppłk dypl. Stefan Czerwiński oraz ustępujący d-ca ppłk dypl. Stefan Brzeszczyński przejeżdżają przed frontem żołnierzy; 8 czerwca 1932

- kpt. Leon Hózman-mirza-Sulkiewicz (od 10 II 1920)
- mjr / ppłk art. inż. Władysław Surmacki (XI 1920 – VII 1926)
- ppłk SG / płk dypl. Antoni Durski-Trzaska (VII 1926 – VII 1929)
- mjr / ppłk dypl. Stefan Brzeszczyński (VII 1929 – VI 1932[41])
- ppłk dypl. Stefan Czerwiński (od VI 1932)
- ppłk Władysław Kaliszek (1 I 1937 do VII 1939)
- ppłk art. Tadeusz Pietsch[c] (1939)

Zastępcy dowódcy dywizjonu (od 1938 roku – I zastępca dowódcy)
- kpt. art. Leon Sulkiewicz (p.o. 1923)
- mjr art. Jan Marian Szopiński (XI 1935 – 31 III 1939[43] → stan spoczynku)
- mjr art. Zygmunt Fischer (1939[14])

### Żołnierze dywizjonu – ofiary zbrodni katyńskiej
Biogramy zamordowanych znajdują się na stronie internetowej Muzeum Katyńskiego
| Nazwisko i imię         | Stopień              | Zawód             | Przed mobilizacją | Zamordowany |
| ----------------------- | -------------------- | ----------------- | ----------------- | ----------- |
| Downarowicz Paweł       | st. wachm. rezerwy   | urzędnik          | wójt gminy Werba  | ULK         |
| Dołęga-Zakrzewski Jan   | kapitan              | żołnierz zawodowy |                   | ULK         |
| Fischer Zygmunt         | major                | żołnierz zawodowy |                   | Charków     |
| Kaczyński Witold        | porucznik rezerwy    | prawnik, mgr      |                   | Charków     |
| Tadeusz Mordas-Żyliński | podporucznik rezerwy | absolwent UAM     |                   | Katyń       |
| Perkowski Hipolit       | major lek. wet.      | żołnierz zawodowy |                   | Katyń       |
| Zieliński Andrzej       | porucznik            | żołnierz zawodowy | (e)               | Charków     |